# Itumeleng Khune
Itumeleng Khune (Ventersdorp, Provincia del Noroeste, Sudáfrica, 20 de junio de 1987) es un futbolista sudafricano. Juega de portero y actualmente se encuentra libre.

## Trayectoria
Itumeleng Khune, que actúa de portero, empezó su carrera futbolística en su país natal en el equipo Kaizer Chiefs en el 2004.
En realidad, empezó como delantero cuando fue a probarse con los Chiefs en 1999, pero al final tomó la posición de guardameta debido a unos problemas cardiacos. Pronto llamó la atención del técnico Terror Sephoa quien fue el que finalmente lo formó como portero. En 2004 fue promovido al primer equipo. Luego de tres años de esperar tener alguna chance, Itumeleng logró tener su oportunidad en la temporada 2007-08 tras la partida del titular Rowen Fernandez a Alemania y a las constantes lesiones de Emile Baron. Khune se adueñó del arco mientras Muhsin Ertugral se encontraba a cargo del Kaizer Chiefs. Debutó en la Premier Soccer League ante Jomo Cosmos el 25 de agosto de 2007. Su primera temporada fue muy exitosa para él y recibió varios premios. Incluso tuvo el mejor récord defensivo en la liga tras conceder sólo 19 goles en 30 partidos.
Khune trabajó mucho para establecerse como un jugador importante en Sudáfrica. Recibió el Premio Absa Jugador de Jugadores, fue nombrado el Portero de la temporada de la PSL (2007/2008), asÍ como portero y jugador del torneo Telkom Knockout Challenge de 2007. También recibió el galardón de Jugador de Jugadores de la temporada 2007/2008.

## Selección nacional
Ha sido internacional con la Selección de fútbol de Sudáfrica en 37 ocasiones. Pese a formar parte del equipo sudafricano en la Copa Africana de Naciones 2008, su debut con la camiseta nacional se produjo el 11 de marzo de 2008 ante Zimbabue.
Khune fue el portero titular de Sudáfrica en la Copa Confederaciones 2009, torneo en el cual atajó un penal al delantero de España, David Villa.
Khune fue convocado por Carlos Alberto Parreira para la Copa Mundial de Fútbol de 2010. Fue titular ante México, en el cual mostró buenas respuestas a los ataques "aztecas". Sin embargo, el 16 de junio vio la tarjeta roja ante Uruguay tras derribar en el área a Luis Suárez al minuto 77. De esta manera, se convirtió en el segundo guardameta en ser expulsado en una Copa Mundial, el primero fue el italiano Gianluca Pagliuca en 1994. Moneeb Josephs lo reemplazó ante Francia. Pese a ganar 2-1, Sudáfrica no pudo acceder a la siguiente fase. Tras el Mundial, volvió a ser titular y se mantuvo imbatido en tres partidos consecutivos a nivel internacional.

### Participaciones en Copas del Mundo
| Mundial                        | Sede      | Resultado    | Partidos | Goles |
| ------------------------------ | --------- | ------------ | -------- | ----- |
| Copa Mundial de Fútbol de 2010 | Sudáfrica | Primera fase | 2        | -2    |

### Participaciones en Copas Africanas
| Copa                           | Sede      | Resultado        | Partidos | Goles |
| ------------------------------ | --------- | ---------------- | -------- | ----- |
| Copa Africana de Naciones 2008 | Ghana     | Primera fase     | 0        | 0     |
| Copa Africana de Naciones 2014 | Sudáfrica | Cuartos de final | 4        | -3    |

### Participaciones en Copas Confederaciones
| Copa                           | Sede      | Resultado    | Partidos | Goles |
| ------------------------------ | --------- | ------------ | -------- | ----- |
| Copa FIFA Confederaciones 2009 | Sudáfrica | Cuarto lugar | 5        | -6    |

### Participaciones en Campeonatos Africanos
| Copa                                    | Sede      | Resultado    | Partidos | Goles |
| --------------------------------------- | --------- | ------------ | -------- | ----- |
| Campeonato Africano de Naciones de 2014 | Sudáfrica | Primera fase | 3        | -2    |

## Clubes
| Club          | País      | Año         |
| ------------- | --------- | ----------- |
| Kaizer Chiefs | Sudáfrica | 2004 - 2024 |

## Palmarés

### Campeonatos nacionales
| Título                   | Club          | País      | Año  |
| ------------------------ | ------------- | --------- | ---- |
| Premier Soccer League    | Kaizer Chiefs | Sudáfrica | 2005 |
| Macufe Cup               | Kaizer Chiefs | Sudáfrica | 2005 |
| Copa de Sudáfrica        | Kaizer Chiefs | Sudáfrica | 2006 |
| Limpopo Soccer Challenge | Kaizer Chiefs | Sudáfrica | 2006 |
| MTN 8                    | Kaizer Chiefs | Sudáfrica | 2006 |
| Telkom Knockout          | Kaizer Chiefs | Sudáfrica | 2007 |
| MTN 8                    | Kaizer Chiefs | Sudáfrica | 2008 |
| Telkom Knockout          | Kaizer Chiefs | Sudáfrica | 2010 |
| Telkom Charity Cup       | Kaizer Chiefs | Sudáfrica | 2010 |
| Telkom Knockout          | Kaizer Chiefs | Sudáfrica | 2011 |
| Telkom Knockout          | Kaizer Chiefs | Sudáfrica | 2012 |
| Premier Soccer League    | Kaizer Chiefs | Sudáfrica | 2012 |
| Premier Soccer League    | Kaizer Chiefs | Sudáfrica | 2014 |
| MTN 8                    | Kaizer Chiefs | Sudáfrica | 2014 |

### Copas internacionales
| Título            | Club          | País      | Año  |
| ----------------- | ------------- | --------- | ---- |
| Vodacom Challenge | Kaizer Chiefs | Sudáfrica | 2006 |
| Vodacom Challenge | Kaizer Chiefs | Sudáfrica | 2009 |

### Distinciones individuales
| Distinción                                     | Año  |
| ---------------------------------------------- | ---- |
| Jugador de jugadores de la temporada de la PSL | 2008 |
| Portero de la temporada de la PSL              | 2008 |
| Novato del año                                 | 2008 |
| Jugador de la Telkom Knockout                  | 2008 |